# Женець (гора)
Жене́ць — вершина у південно-східній частині Горган (Українські Карпати). Третя за висотою вершина хребта Явірник та найвіддаленіша на маршруті, на території Надвірнянського району Івано-Франківської області.

## Загальні відомості
Висота — 1414,2 м, перепад висоти у порівнянні з долиною Пруту — 600—700 м. Форма дахоподібна. Складається з пісковиків. Схили розчленовані притоками річок басейну Пруту (південний схил — притоками Женця, північний — Багровець, Жонка, Явірницький). У привершинній частині — кам'яні розсипища та осипища, далі — полонини і криволісся. Середня та нижня частина схилів вкрита мішаним і хвойним лісом.
Гора Женець розташована найвіддаленіше для туристичних маршрутів, тому мало відвідувана. А через складність проходу до неї, знайти туристів тут велика рідкість. З вершини видно сусідні гори і хребти: Синяк (на півдні) та Довбушанка (на північному заході).